# جيان بابيدي
جيان جويل بابيدي فيلس (مواليد 8 مارس 1989) هو لاعب كرة قدم كاميروني.